# Élisabeth de Chimay
Pour les autres membres de la famille, voir Riquet.
Élisabeth de Chimay (Élisabeth de Riquet de Caraman-Chimay, princesse de Caraman et de Chimay, née Marie Élisabeth Marthe Antoine Manset), née à Bordeaux le 20 mars 1926 et morte le 2 août 2023 à Chimay, est une aristocrate et femme de lettres belge d'origine française, autrice d'une biographie de Madame Tallien et d'une autobiographie.

## Biographie

### Famille
Élisabeth de Chimay est la fille d'Octave Manset (1889-1939) et de Marie-Charlotte Guestier (1891-1939), dont les familles respectives étaient actives dans le grand négoce des vins. Ses parents meurent dans un accident de voiture en 1939 et son frère Édouard Manset est mort pour la France en 1940. Le 18 décembre 1947, elle épouse Élie de Riquet, prince de Caraman et de Chimay (1924-1980), descendant de Pierre-Paul Riquet, baron de Bonrepos, constructeur du canal du Midi (1604-1680). Le couple a trois enfants : Philippe, 21e prince de Chimay et du Saint-Empire (1948), Marie-Gilone (1950) et Alexandra (1952).

### Activité
Dame d'honneur et familière de la reine Fabiola de Belgique, Élisabeth de Chimay s'est investie dans l'entretien du patrimoine immobilier de la famille Riquet de Caraman et la préservation des archives du château de Chimay ainsi que dans l'organisation au château de Chimay d'un festival de musique baroque de renommée internationale (1957 à 1980). 
Elle est l'autrice de deux ouvrages : une biographie de Madame Tallien, qui fut princesse de Chimay, intitulé La Princesse des Chimères (Plon, 1993) et une autobiographie, intitulée La Fin d'un siècle, souvenirs (Perrin, 2000).

## Distinctions
Élisabeth de Chimay est commandeur de l'Ordre national du Mérite (France) et chevalier dans l'Ordre des Arts et des Lettres (France).